# Leelee Sobieski
Liliane Rudabet Gloria Elsveta „Leelee” Sobieski (New York, 1983. június 10. –) amerikai színésznő.
Színészi hírnévre tizenévesen tett szert olyan filmekben, mint a Deep Impact (1998), a Tágra zárt szemek (1999), A bambanő (1999), a Kéjutazás (2001) és a Rejtélyek háza (2001). A Szent Johanna című minisorozatban Jeanne d’Arc megformálásáért Primetime Emmy-díjra, illetve Golden Globe-díjra jelölték. A Lázadás című tévéfilm egy második Golden Globe-jelölést is hozott számára.
Sobieski 2012-ig szerepelt filmekben és a televízió képernyőjén. Ezt követően visszavonult a színészettől, hogy családjával töltse az idejét.

## Gyermekkora és családja
Manhattanben nevelkedett, Jean and Elizabeth Sobieski gyermekeként. Édesapja francia származású festő, korábban színész, amerikai édesanyja forgatókönyvíró, így Leelee nála hat évvel fiatalabb öccsével, Robyval együtt művészetkedvelő környezetben nőtt fel. Távoli felmenői közt található III. János lengyel király.
A Liliane keresztnevet apai nagyanyja után kapta. Az „Elsveta” keresztnév a „Elżbieta” névből, az „Elisabeth” lengyel megfelelőjéből származik.

## Filmográfia

### Film
| Év   | Magyar cím             | Eredeti cím                                   | Szerep                         | Magyar hang     |
| ---- | ---------------------- | --------------------------------------------- | ------------------------------ | --------------- |
| 1997 | Dzsungelből dzsungelbe | Jungle 2 Jungle                               | Karen                          | Vadász Bea      |
| 1998 | Deep Impact            | Deep Impact                                   | Sarah Hotchner                 | Szénási Kata    |
| 1998 | Író és hős             | A Soldier's Daughter Never Cries              | Charlotte Anne "Channe" Willis | Roatis Andrea   |
| 1999 | A bambanő              | Never Been Kissed                             | Aldys Martin                   | Simonyi Piroska |
| 1999 | Tágra zárt szemek      | Eyes Wide Shut                                | Milich lánya                   |                 |
| 2000 | Itt a földön           | Here on Earth                                 | Samantha "Sam" Cavanaugh       | Vadász Bea      |
| 2001 |                        | My First Mister                               | Jennifer                       |                 |
| 2001 | Kéjutazás              | Joy Ride                                      | Venna Wilcox                   | Zsigmond Tamara |
| 2001 | Kéjutazás              | Joy Ride                                      | Venna Wilcox                   | Mezei Kitty     |
| 2001 | Rejtélyek háza         | The Glass House                               | Ruby Baker                     |                 |
| 2002 | A bálvány              | The Idol                                      | Sarah Silver                   |                 |
| 2002 | Max                    | Max                                           | Liselore von Peltz             | Gubás Gabi      |
| 2006 |                        | Lying                                         | Sarah                          |                 |
| 2006 |                        | Heavens Fall                                  | Victoria Price                 |                 |
| 2006 |                        | In a Dark Place                               | Anna Veigh                     |                 |
| 2006 | Rejtélyek szigete      | The Wicker Man                                | Méz nővér                      | Csondor Kata    |
| 2006 | A rég elveszett fiú    | The Elder Son                                 | Lolita                         |                 |
| 2007 |                        | Walk All Over Me                              | Alberta                        |                 |
| 2007 | A király nevében       | In the Name of the King: A Dungeon Siege Tale | Muriella                       | Roatis Andrea   |
| 2007 | 88 perc                | 88 Minutes                                    | Lauren Douglas                 | Csondor Kata    |
| 2009 | Az öröm nyomában       | Finding Bliss                                 | Jody Balaban                   |                 |
| 2009 | Éjszakai vonat         | Night Train                                   | Chloe                          |                 |
| 2009 | Közellenségek          | Public Enemies                                | Polly Hamilton                 | Molnár Ilona    |
| 2010 |                        | Acts of Violence                              | Olivia Flyn                    |                 |
| 2012 | A márkák háborúja      | Branded                                       | Abby Gibbons                   |                 |
| 2016 |                        | The Last Film Festival                        | Stalker                        |                 |

### Televízió
| Év        | Magyar cím                 | Eredeti cím              | Szerep               | Megjegyzések                                                |
| --------- | -------------------------- | ------------------------ | -------------------- | ----------------------------------------------------------- |
| 1994      | Visszatérés                | Reunion                  | Anna Yates           | tévéfilm                                                    |
| 1995      |                            | A Horse for Danny        | Danny Bara           | tévéfilm                                                    |
| 1995–1996 |                            | Charlie Grace            | Jenny Grace          | főszereplő (9 epizód)                                       |
| 1996      |                            | Grace Under Fire         | Lucy                 | 1 epizód                                                    |
| 1996      |                            | The Home Court           | Leslie               | 1 epizód                                                    |
| 1996      |                            | NewsRadio                | középiskolás lány    | 1 epizód                                                    |
| 1998      |                            | F/X: The Series          | Tanya                | 1 epizód                                                    |
| 1999      | Szent Johanna              | Joan of Arc              | Jeanne d’Arc         | - minisorozat - főszereplő (3 epizód)                       |
| 2001      | Lázadás                    | Uprising                 | Tosia Altman         | - tévéfilm - magyar hangja: - Bognár Anna                   |
| 2002      | Frasier – A dumagép        | Frasier                  | Sheila (hangja)      | 1 epizód                                                    |
| 2003      | Veszedelmes viszonyok      | Les Liaisons dangereuses | Cécile de Volanges   | - minisorozat (3 epizód) - magyar hangja: - Zsigmond Tamara |
| 2005      | Herkules                   | Hercules                 | Déianeira            | minisorozat                                                 |
| 2010      | Haláli testcsere           | Drop Dead Diva           | Samantha "Sam" Colby | 1 epizód                                                    |
| 2011      | A férjem védelmében        | The Good Wife            | Alexis Symanski      | 1 epizód                                                    |
| 2012      | 22-es körzet – A bűn utcái | NYC 22                   | Jennifer Perry       | főszereplő (13 epizód)                                      |

## Fontosabb díjak és jelölések
| Év   | Díj                | Kategória                                          | Jelölt mű                          | Eredmény |
| ---- | ------------------ | -------------------------------------------------- | ---------------------------------- | -------- |
| 1999 | Primetime Emmy-díj | legjobb női főszereplő (minisorozat vagy tévéfilm) | Szent Johanna (1999)               | Jelölve  |
| 2000 | Golden Globe-díj   | legjobb női főszereplő (minisorozat vagy tévéfilm) | Szent Johanna (1999)               | Jelölve  |
| 2002 | Golden Globe-díj   | legjobb női főszereplő (minisorozat vagy tévéfilm) | Lázadás (2001)                     | Jelölve  |
| 2009 | Arany Málna díj    | legrosszabb női mellékszereplő                     | 88 perc és A király nevében (2007) | Jelölve  |

## Fordítás
- Ez a szócikk részben vagy egészben  a   Leelee Sobieski című angol Wikipédia-szócikk fordításán alapul.  Az eredeti cikk szerkesztőit annak laptörténete sorolja fel. Ez a jelzés csupán a megfogalmazás eredetét és a szerzői jogokat jelzi, nem szolgál a cikkben szereplő információk forrásmegjelöléseként.